# Józef-Babiński-Krankenhaus

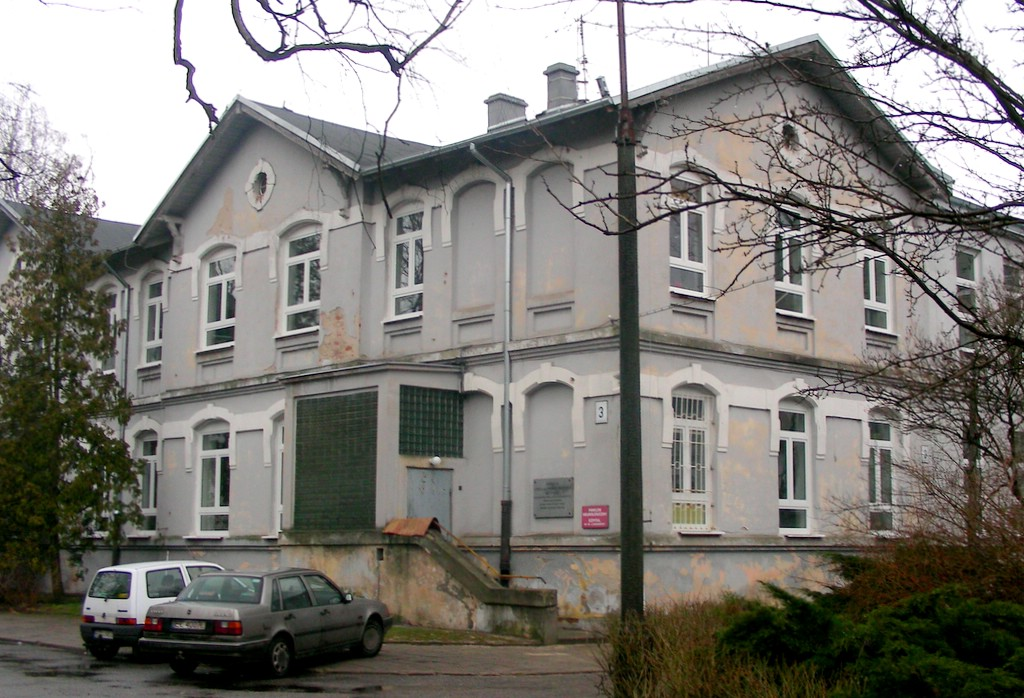

Das Józef-Babiński-Krankenhaus (auch genannt Psychiatrisches Krankenhaus Kochanówka) ist eine psychiatrische Klinik an der Aleksandrowska Straße 156 im Ortsteil Kochanówka im Nordwesten von Łódź (deutsch: Lodz, auch Lodsch, 1940–1945 Litzmannstadt).

## Geschichte
Die Klinik wurde 1902 gegründet. Nach dem Überfall auf Polen brachten deutsche Einheiten 692 Patienten um. Seit 1953 ist die Klinik nach dem Nervenarzt Joseph Babinski benannt.